# Charles François Dupuis
 Der er for få eller ingen kildehenvisninger i denne artikel, hvilket er et problem. Du kan hjælpe ved at angive troværdige kilder til de påstande, som fremføres i artiklen.

Charles François Dupuis (26. oktober 1742 - 29. september 1809) var en fransk lærd, som i 1766 blev udnævnt til professor i retorik ved Collège de Lisieux (Paris). Han studerede retsvidenskab på fritiden og blev advokat i 1770. Han interesserede sig også for matematik og var med i det udvalg, der udviklede den franske republikanske kalender. Sammen med Constantin François Chassebœuf de Volney (1757-1820) var Dupuis kendt for at udvikle Kristus myte teorien, som hævdede, at kristendommen var en sammenlægning af forskellige gamle mytologier, og at Jesus var en mytologisk karakter.